# Francesco Torbido
Francesco Torbido (Venezia, 1482 – Verona, 1562) è stato un pittore italiano.

## Biografia
Nacque a Venezia figlio di un veronese, Marco India, il quale non risulta che fosse pittore nonostante il cognome comune ad alcuni pittori veronesi. Da ragazzo fu alla scuola del Giorgione a Venezia. Non si conoscono i motivi (a detta del Vasari per sfuggire alle conseguenze di un feroce litigio), ma a 18 anni dovette fuggire dalla città e si rifugiò a Verona. Entrò a bottega da Liberale da Verona, presso il quale dimostrò il proprio talento pittorico, venendo considerato il miglior suo allievo.
Fu ritrattista notevole, mettendo in risalto le tecniche imparate dal Giorgione. Come molti della sua epoca si impegnò nell'arte sacra, senza rinunciare ai ritratti, conservati al giorno d'oggi in musei e collezioni di tutto il mondo. In tarda età ritornò per quattro anni a Venezia, dal 1546 al 1550, per poi rientrare a Verona ospite dei committenti, i Conti Giusti.
Viene definito un abile colorista, estroso e proprio per questo con una forte varietà di stili da opera ad opera.
Fu riferimento nella scuola veronese e maestro del genero Battista dell'Angolo del Moro, Paolo Farinati, Giovanni Battista Zelotti, Anselmo Canneri e Paolo Caliari detto il Veronese

## Opere

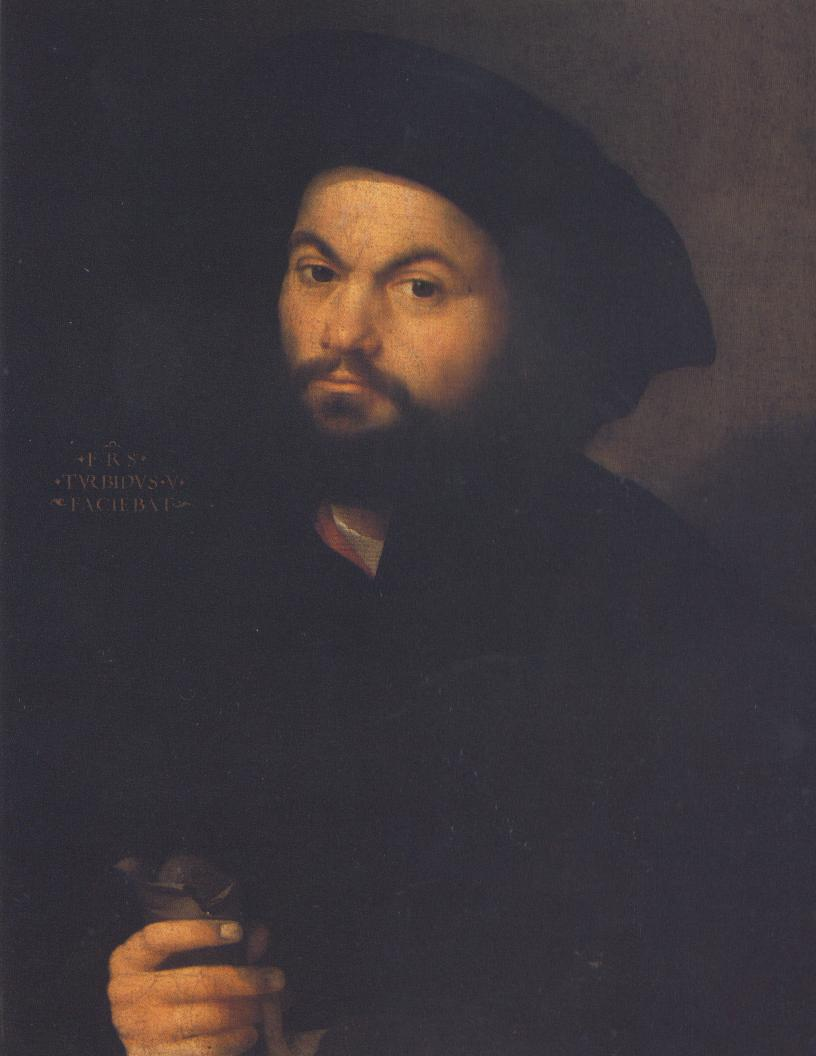
Francesco Torbido, Ritratto maschile

Le sue opere sono prevalentemente nel veronese.
Appartengono all'arte sacra la Pala della Madonna e Santi nella Basilica di San Zeno del 1520, la pala d'altare del 1523 a San Fermo dal soggetto La vergine in gloria con l'arcangelo Raffaelle e santa Giustina, i Ss. Filippo e Giacomo con la Madonna nella chiesa di Erbezzo e a Santa Maria in Organo fra il 1526 e il 1530 quattro affreschi di santi nella Cappella Fontanella dove esalta la forza delle figure di San Giovanni Battista e San Giacomo. Gli affreschi finiti nel 1534, nel coro del Duomo, la Assunzione della Vergine, fatti ispirandosi a disegni di Giulio Romano e voluti dal vescovo Giovanni Matteo Giberti. Nel 1535, fuori Verona in Friuli, dipinse gli affreschi del coro dell'Abbazia di Rosazzo,  la Trasfigurazione di Gesù, la vocazione di Pietro e Andrea, la pesca nel lago di Genezareth e le figure degli evangelisti con tratti simbolici. Verso il 1540 a Sant'Eufemia dipinse Santa Barbara in Gloria con Sant'Antonio e San Rocco con un incremento dei chiaroscuri, colori intensi, pose serene. Dopo il 1546 a Venezia, la sua città di nascita, dipinse quattro scene dalla Genesi per la Scuola della Santissima Trinità.
I ritratti invece sono sparsi per il mondo. Del 1516 il Ritratto di giovane uomo con una rosa custodito all'Alte Pinakothek di Monaco di Baviera. Il ritratto di un uomo e una donna nella collezione privata Berea nel Kentucky, opera che richiama il primo maestro Giorgione. Il ritratto di uomo del 1520 alla Pinacoteca di Brera a Milano. Il matrimonio mistico di Santa Caterina già a Potsdam da una santa emozionata e agitata ricordando il Correggio, lo stesso soggetto fu ripetuto a Venezia dall'amico Paolo Veronese nel 1575.